# Jessika Cowart
Jessika Cowart, née le 30 octobre 1999 à Fairfield aux États-Unis, est une footballeuse internationale philippine. Elle joue au poste de défenseure ou de milieu de terrain.

## Biographie
Jessika Cowart naît le 30 octobre 1999 à Fairfield, en Californie, aux États-Unis. Elle commence sa carrière au Palo Alto Soccer Club et au PSV Union. Elle étudie à la Woodside High School en Californie et joue dans l'équipe féminine de soccer de son école,.
En 2017, Cowart commence à fréquenter l'Université de Washington et à faire partie de l'équipe de soccer des Huskies de Washington. Elle reçoit le prix Husky Invitational Defensive MVP en 2019. Elle joue un total de 66 rencontres.

### En club
En 2022, Cowart rejoint le Çaykur Rizespor, club turc évoluant en Kadınlar Süper Ligi. Elle fait ses débuts pour le club lors d'une victoire 3-1 contre l'Adana İdman Yurdu. Elle termine la saison avec dix rencontres jouées pour le club, marquant deux buts et délivrant deux passes décisives.
Après son court passage en première division turque, Cowart s'engage avec le club de Women's Premier Soccer League du Storm de Californie, qui remporte ensuite le championnat WPSL 2022.
En août 2022, la footballeuse signe avec le ŽFK Spartak Subotica en SuperLiga. Elle fait ses débuts avec le club contre les Norvégiennes du SK Brann lors du premier tour de la Ligue des champions.
En janvier 2023, elle rejoint l'IFK Kalmar en Suède,.

### En sélection
En juin 2022, Cowart est incluse dans l'équipe des Philippines pour le camp d'entraînement de l'équipe nationale en Europe. Ce camp d'entraînement s'inscrit dans le cadre de la préparation de l'équipe nationale pour le Championnat d'Asie du Sud-Est, organisé aux Philippines,,. Lors de cette compétition, elle inscrit but pour les Philippines, une victoire trois buts à zéro contre la Thaïlande.
Cowart fait ses débuts avec les Philippines lors d'une défaite un but à zéro en amical contre l'Irlande, en remplaçant Dominique Randle à la 67e minute.

## Palmarès
Équipe des Philippines
- Championnat d'Asie du Sud-Est (1) :
  - Vainqueure : 2022.